# クレイジー・ホース (アメリカのバンド)
クレイジー・ホース（Crazy Horse）はアメリカ合衆国のロックバンド。

## 概要
このグループは、ニール・ヤングとの関わりで最もよく知られるアメリカのロックバンドである。1969年から現在に至るまで、彼らはヤングの多くのアルバムに共同クレジットされており、16枚のスタジオ・アルバムと数多くのライヴ・アルバムが、ニール・ヤングとクレイジー・ホースによるものとされている。また、1971年から2009年にかけてバンド単体での6枚のスタジオ・アルバムを発表している。
ビリー・タルボット（ベース）とラルフ・モリーナ（ドラムス）は、バンドの唯一の一貫したメンバーである。クレイジー・ホースの4枚のスタジオ・アルバムでは、タルボットとモリーナがリズム・セクションを務め、まったく別のミュージシャンが参加している。1975年から2014年まで、フランク・"ポンチョ"・サンペドロ（リズム・ギター）が定期的にグループと共演した。

## ヒストリー

### 活動初期
バンドの起源は1963年、ロサンゼルスを拠点とするアカペラ・ドゥー・ワップ・グループ、ダニー＆ザ・メモリーズに遡る。ダニーはリード・シンガーのダニー・ウィッテン、サポート・ボーカリストのルー・ビスバル（間もなく女優ローナ・メイトランドの夫ベンジャミン・ロッコに交代）、ビリー・タルボット、ラルフ・モリーナで構成されていた。
スライ・ストーンがサンフランシスコのローナ・レコード（オータム・レコードの子会社）からグループ（当時はサイクルと改名）のためにシングルをプロデュースしたが、地域的にも全国的にもあまり売れなかった。
ロサンゼルスに戻ったグループは、数年の間にロケッツというサイケデリック・ポップ／フォーク・ロック・アンサンブルへと進化し、ウィッテン（リズム・ギター）、タルボット（ベース）、モリーナ（ドラムス）の初歩的な楽器演奏能力と、熟練したボビー・ノトコフ（ヴァイオリン）、レオン・ウィツェル（リード・ギター）を並立させた。 ファースト・アルバムのセッションが始まると、気まぐれで引っ込み思案だったレオン・ウィツェルはグループを脱退し、すぐに弟のジョージに交代した。ジョージはR&Bの影響を受けたギタリストで、バンドの仲間内でも尊敬されていた。レオンが復帰を嘆願した後、ジョージと共にグループに残ることが決まった。
この6人組がロケッツの唯一のアルバム、1968年にホワイト・ホエール・レコードからリリースされたセルフ・タイトルのレコードをレコーディングした。ウィッテンとレオン・ウィツェルが4曲ずつ提供し、1曲はタルボットとモリーナ、もう1曲の「Pill's Blues」はジョージ・ウィツェルがクレジットされている。ウィッテンの「Let Me Go」は、スリー・ドッグ・ナイトの1968年のデビュー曲で大きくカヴァーされ、この時期、ヴォーカリストのダニー・ハットンはウィッテンをこのバンドに起用することを考えていた。
彼らのアルバムは5,000枚ほどしか売れなかったが、ロケッツはその2年前、バッファロー・スプリングフィールドの初期に出会ったニール・ヤングとすぐに再会した。1968年8月、バッファロー・スプリングフィールド解散の3ヵ月後、ヤングはウィスキー・ア・ゴーゴーでのロケッツの公演でグループと共演した。モリーナは後に、ヤングの特異で独特なギター・スタイルが「ジョージ・ウィツェルを吹き飛ばしてしまった、彼はちょっと影が薄かった」と回想している。

### ウィズ・ニール・ヤング 1968–1970
クラブでのコラボレーションの直後、ヤングは2枚目のソロ・アルバムのためにウィッテン、タルボット、モリーナを参加させた。当初、ロケッツは別のプロジェクトとして継続する予定だったが、ヤングが新しいバック・トリオに厳しい練習スケジュールを守らせることに固執したため、古いバンドはすぐに解散した。ジョージ・ウィツェルによれば、「私の理解では、ニールは彼らをレコードと簡単なツアーのために使い、彼らを戻して次のロケッツのアルバム制作を手伝ってくれるはずだった。自分のバンドが取られてしまったと気づくのに1年半かかったよ」。
ニール・ヤングとクレイジー・ホースの共作『Everybody Knows This Is Nowhere』は、1969年5月にリリースされた。ヤングがクロスビー、スティルス、ナッシュ＆ヤングのメンバーとしてより注目を集めるようになった後の1970年8月、ビルボード200で最高34位を記録した。このアルバムには、55位のポップ・ヒット曲「Cinnamon Girl」、「Down by the River」、「Cowgirl in the Sand」のほか、ノトコフがゲスト参加した廃バンドへのトリビュート曲「Running Dry (Requiem for the Rockets)」など、カントリーやフォークに影響を受けた曲が収録されている。
クレイジー・ホースは1969年前半を通してヤングとクラブ・ツアーを行い、1970年初頭にはヤングのコラボレーターであったジャック・ニッチェがエレクトリック・ピアノで加わった。この年のツアーは、2006年のアルバム『Live at the Fillmore East』で紹介された。後にヤングは、「いくつかの曲では、ニッチェが音色的に邪魔だった...、クレイジー・ホースは2本のギター、ベース、ドラムがとても良かったので、他に何も必要なかったんだ」と語っている。ニッチェはタルボットとモリーナのリズム・セクションを公然と軽蔑していたが、ウィッテン（スコットランド系アイルランド系アメリカ人の祖先を持つ）を「バンドで唯一の黒人」として賞賛していた。
1969年にクレイジー・ホースとの2ndアルバム（ウィッテンの「Look at All the Things」の未発表テイクやヤングの「Helpless」の演奏を含むが、エンジニアリングのミスでテープ化されなかった）の制作を開始した直後、ヤングはクロスビー、スティルス＆ナッシュに4人目の正式メンバーとして参加し、1969年と1970年にアルバムをレコーディングし、同アンサンブルでツアーを行った。1970年にヤングがソロ・アルバムに戻ったとき、クレイジー・ホースの参加はより限られていた。オーバーダビングされたバッキング・ヴォーカルを除けば、『After the Gold Rush』に収録されている11曲のうち、グループ全体が参加しているのは「When You Dance I Can Really Love」、「I Believe in You」、そして1969年のセッションからドン・ギブソンの「Oh Lonesome Me」のカヴァーの3曲だけである。ヤングは1970年のツアー後、フィルモア・イーストでの公演で呂律が回らなくなったウィッテンのヘロイン乱用（一部はウィッテンの重度の関節リウマチに起因）が原因で、グループを解雇した。モリーナによると、ウィッテンはまた、ヤングがギタリストとして、ソングライターとして、自分を "抑えている "と感じていたという。

### 1970年代後半から1989年
クレイジー・ホースは新たな露出を生かし、同年にリプライズ・レコードから同名のデビュー・アルバムをレコーディングした。シンガーソングライターでギタリストのライ・クーダーも、ニッチェの意向で3曲に参加し、病み上がりのウィッテンの代役を務めた。このアルバムは1971年のビルボード200チャートで84位を記録したのみだったが、ウィッテンの「I Don't Want to Talk About It」は後にジェフ・マルダー、インディゴ・ガールズ、ペギ・ヤング、ロッド・スチュワートなど幅広いアーティストにカヴァーされることになる。
クレイジー・ホースの商業的失敗を受け、ロフグレンとニッチェはソロ・キャリアを追求するためにグループを脱退。一方、ウィッテンの薬物問題により、タルボットとモリーナは彼を解雇し、外部のミュージシャンに頼るようになった。バンドは1972年に2枚のアルバム（『Loose』と『At Crooked Lake』）を別々のレーベルからリリースしたが、批評的にも商業的にも失敗に終わった。タルボットとモリーナに加え、ギタリスト／シンガーソングライターのグレッグ・ルロイが両アルバムに参加した唯一のミュージシャンだった。前者では、ロケッツのギタリスト、ジョージ・ウィットセルが一時的に復帰し、リロイとキーボーディストのジョン・ブラントンとともにバンドの前座を務めたが、後者では、元ザ・ヴィジターズで、後のカーティス・ブラザーズとしての活動で知られるリックとマイク・カーティスの洗練されたカントリー・ロックが主役となった。
1972年秋、ヤングは新しいツアー・バンド、ストレイ・ゲイターズにこのギタリストを加えることを視野に入れ、ウィッテンを雇い入れた。しかし、ハリウッドのドレス・レヴュー・サウンド・スタジオでのリハーサルでの彼の不調を受けて、バンドはヤングに彼を解雇するよう圧力をかけた。ヤングはウィッテンをカリフォルニア州ウッドサイド近郊の牧場に住まわせ、オフの時間には彼と1対1で仕事をするなど、彼をグループに引き留めようとしたがうまくいかず、ヤングは彼を解雇し、ウィッテンはロサンゼルスに戻って数時間後に死亡した。
ウィッテンが亡くなり、最近のアルバムの評判が芳しくなかったため、バンドのメンバーはタルボットとモリーナだけになった。1973年半ば、ヤングはタルボット、モリーナ、ロフグレン、ペダル・スティール・ギタリストのベン・キースからなるバンドを結成し、新しいアルバムをレコーディングした。1973年秋、このアンサンブル（当初は1973年9月のロキシーでの初コンサート用にクレイジー・ホースと名付けられた）はサンタモニカ・フライヤーズとしてカナダ、イギリス、アメリカをツアーした。モリーナとウィッツェルはその後、1974年にヤングの『渚にて』に参加する。
1974年後半にシカゴのチェス・スタジオでタルボット、モリーナ、キースが参加したヤング・セッションが頓挫した直後、バンドは1975年にタルボットのエコー・パークの自宅でキース抜きで自然発生的に再結成された。このジャム・セッションでリズム・ギタリスト、フランク・"ポンチョ"・サンペドロの役割が固まった。彼はタルボットの友人で、シカゴのセッションでグループと一緒に演奏するようになり、クレイジー・ホースの長年のメンバーであることが証明された。「素晴らしかったよ」とタルボットはこの集まりと、それが呼び起こした化学反応について語っている。「みんな舞い上がっていた。ニールはそれが大好きだった。みんな大好きだった。ダニー・ウィッテンが亡くなって以来、初めてホースを聴いたんだ」
1970年から5年間の活動休止後、ニール・ヤング、クレイジー・ホース、そしてプロデューサーのデヴィッド・ブリッグスは、1975年の夏、マリブにあるブリッグスの借家の地下室で『ズマ』をすぐにレコーディングした。当時のサンペドロの技術的な習熟度の低さ（「ニールは私が演奏できるように、よりシンプルな曲を書き続けた」）と、ヤングの「ロッキンで楽しんでいる」姿を見たいという願望が、このアルバムのサウンドに大きく影響した。
1975年12月、サンフランシスコのベイエリアの様々なバーで予告なしに行われたウォームアップ・ツアー（ボブ・ディランが同時期に行った『ローリング・サンダー・レヴュー』とは対照的に、メディアは『ローリング・ズマ・レヴュー』と呼んだ）の後、ヤングとバンドは1976年3月から4月にかけて日本とヨーロッパをツアーした。しかし、ヤングがスティーヴン・スティルスとのコラボレーションを再開させたため、彼らはツアーから外された。クレイジー・ホースはその年の秋、スティルスとヤングのツアーが終了する前にヤングが脱退したため、キャンセルされたコンサート日程の埋め合わせを余儀なくされ、アメリカ・ツアーを行った。
1975年11月に頓挫したクレイジー・ホースのアルバムのためのセッションの後、バンドは1977年の『アメリカン・スターズン・バーズ』（ザ・ブレットと名付けられたバンドと一緒に第1面全曲を含む）と1978年の『カムズ・ア・タイム』の2曲に参加した： 「Look Out for My Love」と「Lotta Love」である。
1978年、クレイジー・ホースは『Crazy Moon』をリリース。彼らの4枚目のオリジナル・アルバムである。ヤング、ボビー・ノトコフ、グレッグ・ルロイ、マイケル・カーティスがインストゥルメンタルで参加している。このアルバムのリリース前、バンドはヤングのツアーに参加し、ライヴ／スタジオ・アルバム『ラスト・ネヴァー・スリープス』とツアー・ドキュメント『ライヴ・ラスト』（いずれもニール・ヤング＆クレイジー・ホース名義）のベースとなった。
ヤングが80年代の大半をこれまでで最も実験的な作品を追求することに費やす中、クレイジー・ホースは1981年のアルバム『リアクター』を皮切りに、彼と散発的にレコーディングを行った。バンドは、ヤングがこのプロジェクトをソロ・アルバムに発展させる前にトランスのレコーディングを始め、1984年のアルバムは、ヤングとブリッグスに演奏が劣悪だと言われ、断念された。1984年と1985年の散発的なパフォーマンスの後、ニール・ヤング＆クレイジー・ホースは1986年にツアーを行い、アルバム『ライフ』をレコーディング、1987年にリリースした。
ライフ・ツアーの後、ヤングはクレイジー・ホースの3人のメンバー全員をホーンを加えたアンサンブル、ブルーノーツに加え、1987年秋にクラブ・ツアーを行った。しかし、タルボットとモリーナがブルース志向のアプローチに不向きであることがわかると、ヤングはサンペドロを残し彼らを交代させた。その後すぐに、タルボットとモリーナは元レイン・パレードのリード・ギタリスト、マット・ピウッチを雇い、マサチューセッツ州ハノーバー出身のソニー・モーンをリード・ヴォーカルとリズム・ギターに起用した。モーンが7曲を担当したクレイジー・ホースは、1989年にリリースされた『Left for Dead』という尖ったタイトルのアルバムをレコーディングした。

### ニール・ヤング&クレイジー・ホース: 1990–2014
サンペドロとヤングとの解散は比較的短命に終わり、デュオは1990年にタルボットとモリーナとクレイジー・ホース名義で再結成し、評価の高いアルバム『傷だらけの栄光』を発表、1991年のツアーではライヴ・アルバム『ウェルド：ライブ・イン・ザ・フリー・ワールド』とサウンド・コラージュ『アーク』を発表した。その後12年間、クレイジー・ホースは着実にヤングとコラボレートし、『スリープス・ウィズ・エンジェルズ』（1994年）、『ブロークン・アロー』（1996年）、ライヴ・アルバム『イヤー・オブ・ザ・ホース』（1997年）、お蔵入りになった『トースト』（2001年録音、2022年リリース）、『グリーンデイル』（2003年）に参加した。サンペドロは『グリーンデイル』のレコーディングを欠席するよう指示され、ヤングがギター1本で演奏するよう求めたため、バンドを脱退することも考えたが、最終的に2003年から2004年にかけて行われたツアーにギターとオルガンで参加した。
ジミー・マクドノーによると、クレイジー・ホースは1990年代半ばに6枚目のアルバム制作に着手していたが、ヤングがカリフォルニアでの秘密のクラブ・デートに参加するようグループに呼びかけ（その際、カルテットは自分たちをエコーズと名乗った）、『Broken Arrow』のレコーディングに至ったため、このプロジェクトは未完成に終わったという。
クレイジー・ホースはグリーンデイル・ツアーの後、7年間活動を休止した。サンペドロは1992年から2010年まで、『ザ・トゥナイト・ショー・ウィズ・ジェイ・レノ』のケヴィン・ユーバンクスの専任アシスタントとして働いていたが、バンドは年に数回のリハーサルを続け、この間はヤングと断続的にリハーサルを行っていた。トリック・ホースは、クレイジー・ホースの未発表音源に基づくもので、おそらくサンペドロが資金を提供し、セッション・ミュージシャンがインストゥルメンタル・パートを演奏した古いセッションに由来するもので、2009年にiTunesでリリースされた。『アメリカン・ソングライター』誌との2011年のインタビューで、ヤングはこう語っている。「彼らは一緒に何かをしたことがない。私には物事をサポートする時間がない。私をサポートしてくれるものについて行かなければならない。でも、彼らならできると思う」。
2013年、タルボット、モリーナ、ジョージ・ウィッツェル、そしてリード・ヴォーカリスト／ギタリストのライアン・ジェイムス・ホルツァーはウルブズを結成。彼らは2014年2月16日に初のレコーディング作品『Wolves EP』をリリースした。
バック・シンガーのドレイン・カーターとヤドナ・ウェストを加え、ヤングとクレイジー・ホースは2014年夏、サンペドロの負傷によるアルケミー・ツアーのキャンセル分を補うためにヨーロッパ・ツアーを行った。このツアーでは、軽い脳卒中から回復中のタルボットの代わりに、長年のヤングとのコラボレーターであるリック・ローザスが代役を務めた。ローザスは、ツアー終了から3ヵ月も経たない11月8日、心停止を伴う肺高血圧症で亡くなった。

2018年5月、ロフグレンはヤング、タルボット、モリーナとともに、カリフォルニア州フレズノとベーカーズフィールドで、「NYCH」（ヤングが 「Horse of a Different Color 」と表現したバンド）と書かれた看板を掲げて、最小限の宣伝しかしていない「公開リハーサル」コンサートを5回行った。ヤングによれば、「人生は展開する物語である（中略）ポンチョは今、我々に加わることはできないが、我々は皆、彼が戻ってくることを願っている」 2021年、サンペドロは両手首の関節炎の合併症と2013年の指の怪我のため、音楽活動から引退したことを認めた： 「ツアーに出るのが苦痛になった。（2014年の）最後のツアーでは、毎晩、両手をアイス・バケツに入れ、片足をアイス・バケツに入れて回ったんだ。それは本当に楽しくない。2013年のヨーロッパ・ツアーでは）ドアに指を叩きつけられた。もう終わりだというサインが多すぎた。他に理由があったわけじゃない。[中略] 最後のツアーでは、セットの序盤の曲でめちゃくちゃなことをしていたんだ」

### ポンチョの引退、ロフグレンの復帰と再活動：2019年～現在
2019年2月、ロフグレン時代のラインナップはウィニペグで2公演を行った。そのファースト・アルバム『コロラド』は2019年10月にリリースされ、バンド史上最も多作なレコーディング期間が始まった。セカンド・アルバム『バーン』は2021年12月10日にリリースされ、すべてコロラドにあるヤングの納屋でレコーディングされた。2022年、バンドはサンペドロのギター・パートを残したまま、お蔵入りになっていたアルバム『トースト』をリリースし、同年末にはロフグレンをラインナップに加えたサード・アルバム『ワールド・レコード』を発表した。2023年、クレイジー・ホースのメンバーは、新型コロナウィルスの大流行中にソロで録音した新曲を集めたコンピレーション『All Roads Lead Home』をリリース。ヤングはクレイジー・ホースの曲のライヴ・ヴァージョンを提供し、このコレクションはモリーナ、タルボット、ロフグレン＆ヤングのグループ名でリリースされた
2023年9月、バンドはロキシー50周年記念の2公演を行い、プロミス・オブ・ザ・リアルのギタリスト、マイカ・ネルソンがロフグレンの代役を務めた。

## 過去作の再発売
セルフ・タイトルのデビュー・アルバムは1994年にCDで再発された。2005年、ライノ・レコードのハンドメイド部門から2枚組の『Scratchy：The Complete Reprise Recordings』を2,500枚限定でリリースした。1枚目にはデビュー・アルバムとセカンド『ルーズ』のリマスタリング・ヴァージョンが全曲収録され、2枚目には9曲のレア音源とアウトテイク（ダニー・アンド・ザ・メモリーズによる1962年のシングルの両面を含む）が収録されている。オリジナル盤は現在廃盤だが、イギリスのライノとアメリカのWounded Birdから再発された。『Loose』は2006年にWounded Birdから単独のCDとしても再発された。オーストラリアの再発専門レーベル、レイヴン・レコードは、1999年に『クレイジー・ムーン』を7曲のレア・ボーナストラック付きでリリースし、2005年には20曲入りの回顧盤『ゴーン・デッド・トレイン』をリリースした： The Best of Crazy Horse 1971-1989』は、2枚目の『Loose』を除く5枚のアルバムからの音源を収録している。『Left for Dead』は1995年にSisapa/Curbレーベルからリリースされ、『Crazy Moon』は2005年にBMGの輸入盤として再びCDで再発された。『At Crooked Lake』は2013年にFloating Worldレーベルから再発された。

## メンバー
- ニール・ヤング – リード・ヴォーカル、リード・ギター、キーボード、ハーモニカ（1969～1970年、1973～1976年、1978～1987年、1990年～現在）

現在
- ビリー・タルボット - ベース、バッキング・ヴォーカル、リード・ヴォーカル、時折キーボード（1968年～現在）
- ラルフ・モリーナ - ドラム、バッキング、リード・ヴォーカル（1968年～現在）
- ニルス・ロフグレン - ギター、キーボード、バッキング・ヴォーカル、リード・ヴォーカル（1970年～1971年、1973年、2018年～現在）

ニール・ヤング＆クレイジー・ホース 歴代メンバー
- ダニー・ウィッテン - ギター、リード・ヴォーカル、バッキング・ヴォーカル（1968年～1971年、1972年没）
- ジャック・ニッチェ - キーボード、バッキング・ヴォーカル、リード・ヴォーカル（1970-1971年、2000年没
- フランク・"ポンチョ"・サンペドロ - リズム・ギター、キーボード、マンドリン、バッキング・ヴォーカル（1975年～1988年、1990年～2001年、2003年～2014年）

その他の歴代メンバー
- ジョージ・ウィツェル - ギター、リード・ヴォーカル、バッキング・ヴォーカル（1971年～1972年）
- グレッグ・ルロイ - ギター、リード・ヴォーカル、バッキング・ヴォーカル（1971年～1972年、ゲスト1978年
- ジョン・ブラントン - キーボード、ハーモニカ、チェロ、バッキング・ヴォーカル、リード・ヴォーカル（1971年～1972年）
- リック・カーティス - バンジョー、ギター、リード・ヴォーカル、バッキング・ヴォーカル（1972年）
- マイケル・カーティス - キーボード、ギター、マンドリン、リード・ヴォーカル、バッキング・ヴォーカル（1972年、ゲスト1978年）
- ソニー・モーン - リード・ヴォーカル、リズム・ギター（1989年）
- マット・ピウッチ - リード・ギター、バッキング・ヴォーカル（1989年）

## ディスコグラフィー

### クレイジー・ホース
- クレイジー・ホース, Reprise 1971
- ルーズ, Reprise 1972
- アット・クルキッド・レイク, Epic 1972
- クレイジー・ムーン, RCA 1978
- Left for Dead, Heyday Records 1989
- Trick Horse, 2009
- All Roads Lead Home Molina, Talbot, Lofgren & Young名義, Reprise 2023

コンピレーション
- Gone Dead Train: The Best of Crazy Horse 1971–1989, Raven 2005
- Scratchy: The Complete Reprise Recordings, Rhino Handmade 2005

### ニール・ヤング&クレイジー・ホース

#### スタジオアルバム
- Everybody Knows This Is Nowhere (1969)
- Zuma (1975)
- Rust Never Sleeps (1979)
- Re·ac·tor (1981)
- Life (1987)
- Ragged Glory (1990)
- Sleeps with Angels (1994)
- Broken Arrow (1996)
- Greendale (2003)
- Americana (2012)
- Psychedelic Pill (2012)
- Colorado (2019)
- Barn (2021)
- Toast (2022; recorded 2001)
- World Record (2022)

#### ライヴアルバム
- Live Rust (1979)
- Weld (1991)
- Arc (1991) - a 35-minute composite of feedback, guitar noise, and vocal fragments culled from endings of songs performed live
- Year of the Horse (1997)
- Live at the Fillmore East (2006; recorded Mar 6–7, 1970)
- Return to Greendale (live, 2020; recorded Sep 4, 2003)
- Way Down in the Rust Bucket (2021; recorded Nov 13, 1990)

映画とビデオ作品
- Rust Never Sleeps (1979)
- Weld (1991)
- The Complex Sessions (1995)
- Year of the Horse (1997)
- Greendale (2004)
  - video release includes "Be the Rain" live at the Air Canada Centre, Toronto, Ontario, 9/4/03

その他
- Farm Aid 2003: A Soundstage Special Event (c. 2004)
  - includes "Hey Hey, My My (Into the Black)" live at the Germain Amphitheater, Columbus, Ohio, 9/7/03
- A MusiCares Tribute to Bruce Springsteen (2014)

その他のアーティスト

### メンバーが過去に参加したグループ
- The Rockets, White Whale 1968
- Alive in the Spirit World (2004)
- On the Road to Spearfish (2013)
- Love & Inspiration (2019)

Compilations
- All Roads Lead Home (2023) (Molina, Talbot, Lofgren and Young)

### Works cited
- McDonough, Jimmy (2003). Shakey: Neil Young's Biography (first ed.). Anchor Books. ISBN 9781400075447